# Acronicta afflicta
Acronicta afflicta (afflicted dagger moth) es una especie de polilla de la familia Noctuidae. Se encuentra en Canadá (Nueva Escocia, Quebec y Ontario), los Estados Unidos (incluidos Alabama, Carolina del Norte, Oklahoma, Georgia, Maryland, New York y Ohio) así como el norte de  México.
Tiene una envergadura de 36 mm. Los adultos se encuentran en vuelo desde mayo a septiembre dependiendo de su localización.
Las larvas se alimentas de varias especies de Quercus.

## Galería

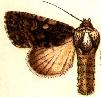
Illustration
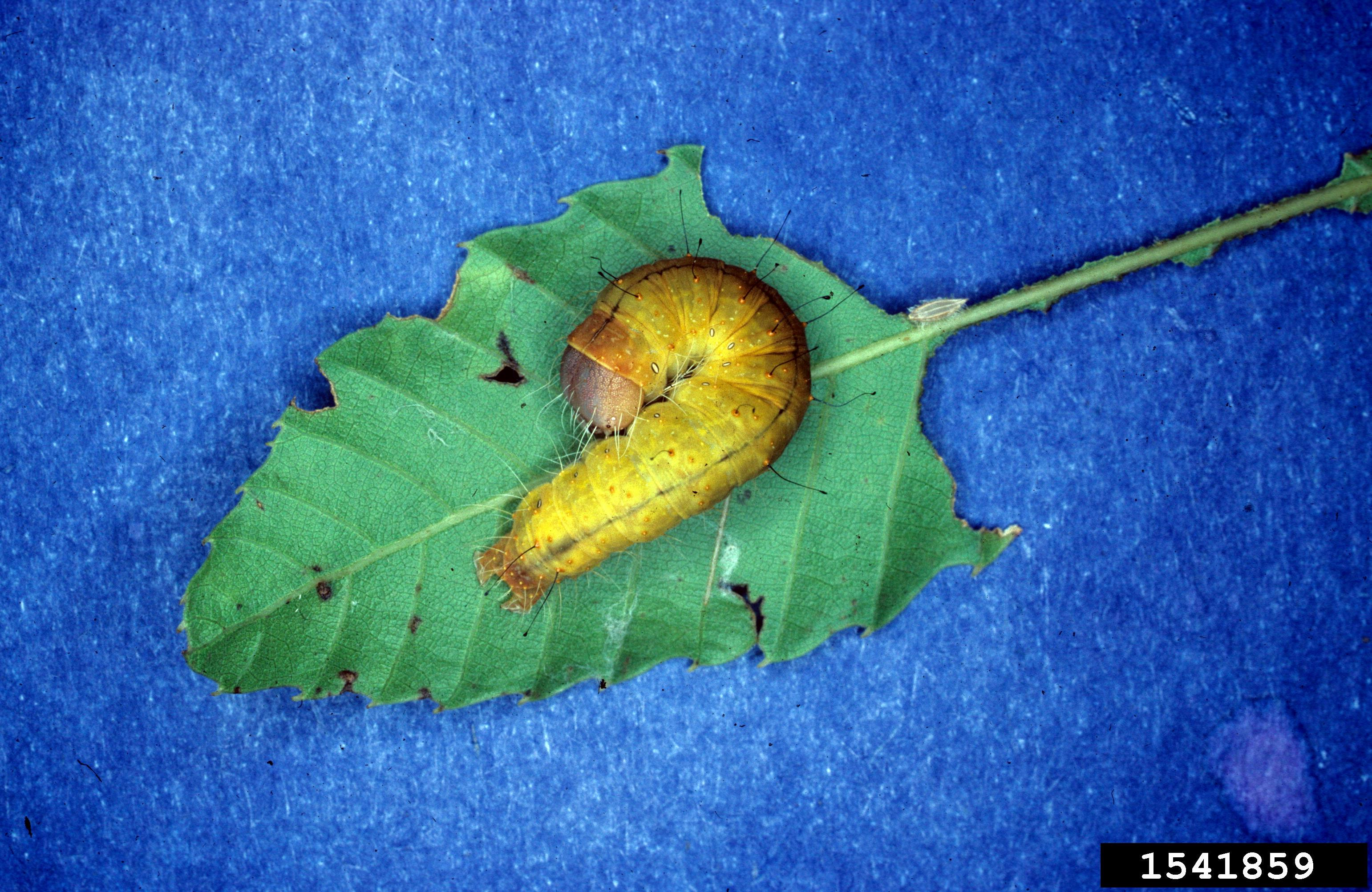
Larva